# ま
ま en hiragana et マ en katakana sont deux kanas, caractères japonais qui représentent la même more. Ils sont prononcés /ma/ et occupent la 31e place de leur syllabaire respectif, entre ほ et み.

## Origine
L'hiragana ま et le katakana マ proviennent, via les man'yōgana, du kanji 末.

## Romanisation
Selon les systèmes de romanisation Hepburn, Kunrei et Nihon, ま et マ se romanisent en « ma ».

## Tracé
L'hiragana ま s'écrit en trois traits.
1. Trait horizontal.

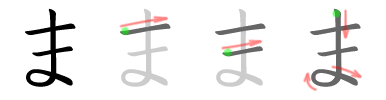
Ordre des traits pour ま.

2. Trait horizontal, sous le premier et légèrement plus petit.
3. Trait vertical, coupant les deux premiers traits en leur milieu, se terminant par une boucle orientée à gauche.

Le katakana マ s'écrit en deux traits.

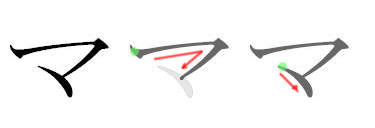
Ordre des traits pour マ.

1. Trait horizontal, suivi d'un trait diagonal de droite à gauche.
2. Trait diagonal, tracé de gauche à droite, dont le milieu touche la fin du premier.

## Représentation informatique
- Unicode[1],[2] :
  - ま : U+307E
  - マ : U+30DE